# Бах (шелфов ледник)
Шелфовият ледник Бах (на английски: Bach Ice Shelf) заема част от крайбрежието на Западна Антарктида, край бреговете на Земя Александър I, в акваторията на море Белингсхаузен, част от тихоокеанския сектор на Южния океан. Шелфовият ледник заема големия югозападен залив на остров Земя Александър I, между нос Берлиоз (72°12′ ю. ш. 74°06′ з. д. / 72.2° ю. ш. 74.1° з. д.) на полуостров Бетовен на север и нос Росини (72°28′ ю. ш. 73°09′ з. д. / 72.466667° ю. ш. 73.15° з. д.) на полуостров Монтеверди на юг. В северната му част, далеч навъгре се вдават ледените заливи Вебер и Бокерини, а на югоизток – ледения залив Стравински.
Шелфовият ледник Бах е открит през февруари 1940 г. от американската експедиция ръководена от адмирал Ричард Бърд и е частично картографиран на базата на извършените аерофотоснимки от самолет и от преки геодезически измервания от наземни екипи. През 1947 – 48 г. е окончателно и детайлно картиран на базата на аерофотозаснемане извършено от екипите на експедицията на Фин Роне. Наименуван е в чест на великия германски композитор Йохан Себастиян Бах.